# Adidas Beau Jeu

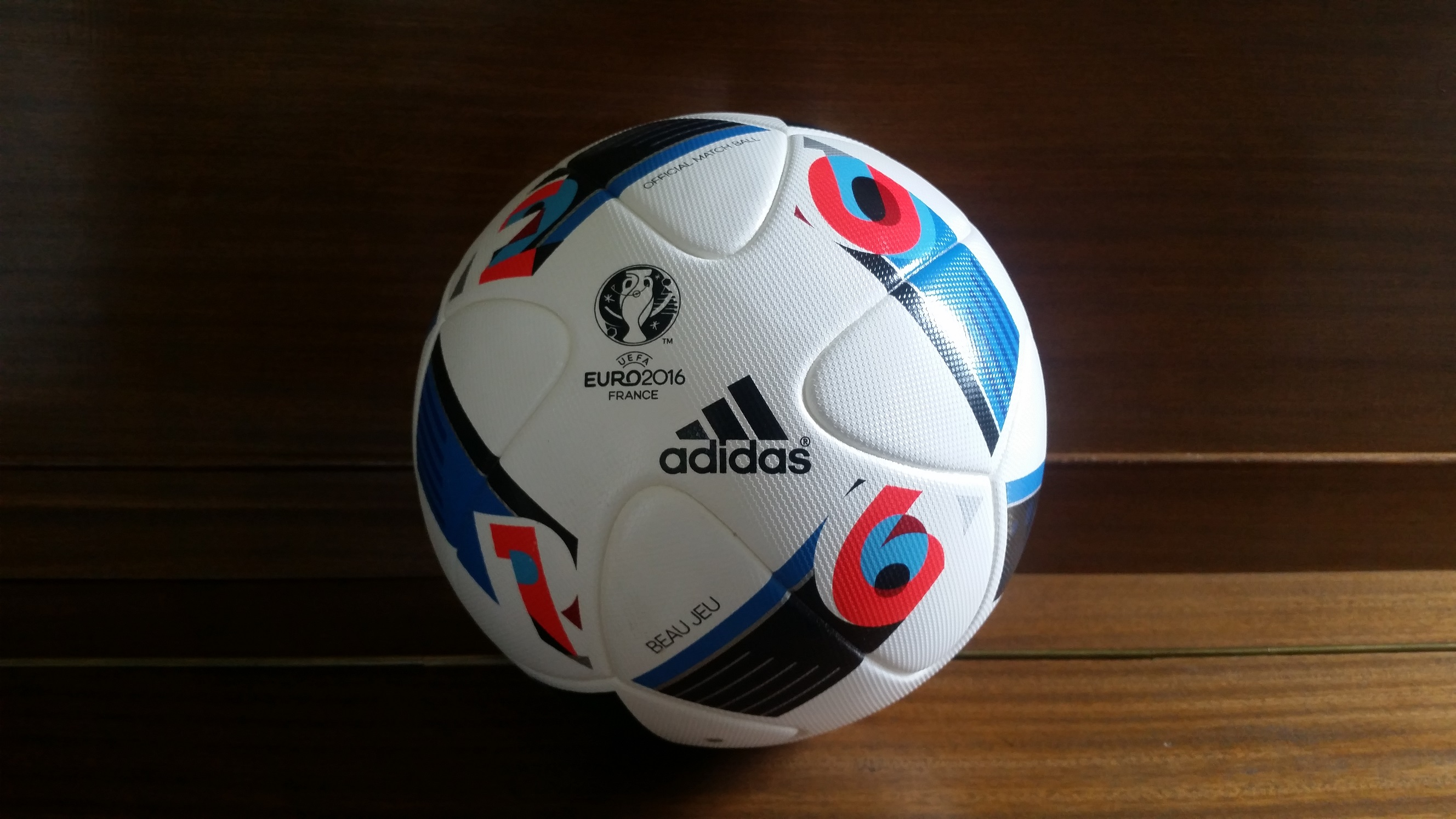
Beau Jeu — офіційний м'яч Євро-2016

Adidas Beau Jeu — офіційний м'яч  фінального турніру чемпіонату Європи з футболу 2016, розроблений компанією Adidas. 12 листопада 2015 року м'яч представлено публіці Зінедіном Зіданом. «Beau Jeu» перекладається з французької як «красива гра».

## Дизайн
За основу був взятий офіційний м'яч минулого чемпіонату світу «Brazuca». У дизайні м'яча поєднуються синій, білий і червоний — кольори французького прапора. Сріблясті поля символізують трофей Чемпіонату Європи, а на панелях м'яча проступають літери «E»-«U»-«R»-«O» і цифри «2»-«0»-«1»-«6».